# Тон Тхат Тунг
Тон Тхат Тунг (вьет. Tôn Thất Tùng; 10 мая 1912 — 7 мая 1982) — вьетнамский врач-хирург, ставший известным благодаря своему новаторскому методу резекции печени.

## Биография
Родился в провинции Тханьхоа 10 мая 1912 года. Вырос в городе Хюэ. 

### Образование
Тон Тхат Тунг рос в то время, когда французское колониальное правительство запрещало вьетнамцам поступление в высшие учебные медицинские заведения. Будущий врач боролся против этой меры, которая в итоге была упразднена. Окончил медицинский факультет Ханойского университета в 1939 году. За время обучения в аспирантуре препарировал более 200 органов печени, что впоследствии помогло ему создать новаторскую технику операций на печени. 

### Карьера
В 1946—1962 гг. заместитель министра здравоохранения СРВ и генеральный секретарь Общества Красного Креста СРВ. В 1947 — 1954 гг. главный хирург Вьетнамской Народной Армии. С 1954 заведующий кафедрой госпитальной хирургии Ханойского медицинского института.
Тон Тхат Тунг — автор около 150 научных работ, в том числе 5 монографий, посвященных вопросам хирургического лечения панкреатита, холецистита, гепатита, неотложной хирургии тропических болезней, топографической анатомии.
Им опубликованы серия статей и монография об особенностях венозного кровотока в печени; внедрены в хирургическую практику оригинальные методики обширной и ограниченной (сегментарной) резекции печени.
Иностранный член АМН СССР (1965), член-корреспондент обществ хирургов ГДР (1963) и Франции (1964).

### Наследие
Тон Тхат Тунг ввёл в практику новый хирургический метод, который минимизировал кровотечение, подтягивая печеночные вены перед операцией. Это позволило сократить время операции с трех-шести часов до четырех-восьми минут. Его новаторская техника, или «Метод Тон Тхат Тунга», известна хирургам во всем мире своей способностью уменьшать кровопотерю.

## Память
10 мая 2022 года 110-летие хирурга своим дудлом почтил Google.

## Публикации
- Соч.: Chirurgie des pancrеatites aiguёs, HanoΪ, 1945; Chirurgie d’exerese du foie, HanoΪ, 1962.